# 東京タムレ
『東京タムレ』（とうきょうタムレ、英語: TOKYO TAMOURE）は、原由子のカバー・アルバム。2002年3月13日にCDで発売。発売元はタイシタレーベル。
2016年12月12日からは主要配信サイトにてダウンロード配信、2019年12月20日からはストリーミング配信が開始されている。

## 背景・音楽性
本作は桑田佳祐が発案しており、女性シンガーが歌う楽曲のみが収録されている。本作のプロデューサーは、サザンオールスターズや桑田ソロ時にサポートメンバーとして参加している斎藤誠と片山敦夫が担当している。
あらかじめ、ディレクターから約300曲の候補曲を用意され、そこから原自身が選曲を行っている。主に1960年代の楽曲がカバーされている。

## 収録曲
- 収録時間：50:54[5]

1. 太陽は泣いている (2:26)
（作詞:橋本淳　作曲:筒美京平　編曲:片山敦夫）
いしだあゆみの1968年の作品。
ミュージック・ビデオ（MV）が存在しており、原がエレキギターを弾きながら歌うシーンも含まれている[6]。
2. 愛のさざなみ (3:43)
（作詞:なかにし礼　作曲:浜口庫之助　編曲:斎藤誠）
島倉千代子の1968年の作品。
3. 私と私 (4:05)
（作詞:永六輔　作曲:中村八大　編曲:斎藤誠）
ザ・ピーナッツの1962年の作品。
4. 東京タムレ (3:20)
（作詞:山上路夫　作曲:鈴木庸一　編曲:片山敦夫）
本アルバム表題曲。渚エリの1963年の作品。
MVが存在しており、原を含めサザンのメンバー（関口和之・松田弘・野沢秀行・桑田）全員および三宅裕司が出演している[6]。
5. 夏の日の思い出 (3:00)
（作詞・作曲:鈴木道明　編曲:斎藤誠　弦編曲:村山達哉）
日野てる子の1965年の作品。
6. 生きがい (3:48)
（作詞:山上路夫　作曲:渋谷毅　編曲:斎藤誠　弦編曲:島健）
由紀さおりの1970年の作品。
7. 夜霧のわかれ道 (3:13)
（作詞:中山大三郎　作曲:新井利昌　編曲:片山敦夫）
ザ・キューピッツ/ブルージーンズの1968年の作品。
8. 学生時代 (3:32)
（作詞・作曲:平岡精二　編曲:斎藤誠）
ペギー葉山の1964年の作品。
9. 花のように (3:19)
（作詞:北山修　作曲:加藤和彦　編曲:斎藤誠）
ベッツィ&クリスの1970年の作品。
10. いつでも夢を (3:47)
（作詞:佐伯孝夫　作曲:吉田正　編曲:片山敦夫　管編曲:山本拓夫）
橋幸夫・吉永小百合のデュエットによるヒット曲として知られる。桑田佳祐がデュエットに参加している[1]。
シャープ液晶テレビ「AQUOS」のタイアップ曲として2000年12月に一部がお披露目されていた。CMではオリジナル歌手の吉永が出演し、一種のコラボレーションとも言えるCMであった。吉永はこのカヴァーに好意的な反応を示し、応援メッセージを送っている[7]。
2009年11月30日・12月1日・2日に開催された『桑田佳祐 Act Against AIDS 2009 映画音楽寅さん チャラン・ポランスキー 監督・脚本・主演「男はしたいよ」』ではこの曲が桑田と原のデュエットで歌われたものの、原はステージに登場せず、代わりに渡辺直美が口パクで登場し[注 2]、持ちネタである「エアビヨンセ」を交えながら会場を盛り上げた[8]。
ベストアルバム『ハラッド』の発売を記念して2010年7月4日に鎌倉芸術館大ホールで行われた原のワンマンライブ「原 由子スペシャル『はらばん』鎌倉ライブ」では、桑田がこの曲のみゲストとして出演した。なお、桑田はワゴン車に積んだ鳩サブレーを運んで登場しており、観客に抽選でプレゼントしたりもした。原によると当日の桑田の楽屋の入り口には「鳩幸夫様」と書かれていたという[9]。
11. 川は流れる (3:37)
（作詞:横井弘　作曲:桜田誠一　編曲:斎藤誠）
仲宗根美樹の1961年の作品。関口和之が所有しているテルミンを原が借りて演奏している[1]。
12. 天使の誘惑 (3:17)
（作詞:なかにし礼　作曲:鈴木邦彦　編曲:片山敦夫　編曲:山本拓夫）
黛ジュンの1968年の作品。
13. 今日の日はさようなら (2:48)
（作詞・作曲:金子詔一　編曲:片山敦夫　管編曲:山本拓夫　コーラス編曲:島健）
森山良子の1967年の楽曲。
14. もいちどタムレ (0:38)
（作曲:鈴木庸一　編曲:片山敦夫）
4曲目の「東京タムレ」がインストとして収録された楽曲。
15. 花咲く旅路 (6:24)
（作詞・作曲:桑田佳祐　編曲:小林武史 & 桑田佳祐）
唯一のオリジナル曲。
1991年のアルバム『MOTHER』に収録されたオリジナルバージョン。

### 「歌ってタムレ」（初回限定盤ディスク）
1. 太陽は泣いている
2. いつでも夢を（原坊と歌おう! Version）
桑田のボーカルを抜いたバージョン。
3. いつでも夢を（けいちゃんと歌おう! Version）
原のボーカルを抜いたバージョン。
4. いつでも夢を（一緒に歌おう!! Version）
2人のボーカルを抜いたバージョン。
5. 東京タムレ

## 参加ミュージシャン

### Disc 1
- 太陽は泣いている
  - 成田昭彦:Drums & Percussions
  - 角田俊介:Bass
  - 荒木敏男:Trumpet
  - 弦一徹:Violin
  - 片山敦夫:Keyboards & Programming
  - 斎藤誠:Guitars
  - 高安錬太郎:Computer Operation
  - 原由子:Vocal
- 愛のさざなみ
  - 島村英二:Drums
  - 岡沢章:Bass
  - 成田昭彦:Percussion
  - 小倉博和:Rap Steel
  - 清水美恵:Chorus
  - 斎藤誠:Guitars & Chorus, Programming
  - 片山敦夫:Keybords & Hand Clap
  - 高安錬太郎:Computer Operation
  - 山門雅代:Hand Clap
  - 原由子:Vocal & Hand Clap
- 私は私
  - 鎌田清:Drums
  - 沖山優司:Bass
  - 成田昭彦:Percussions
  - 斎藤誠:Guitars & Programming
  - 片山敦夫:Keyboards
  - 高安錬太郎:Computer Operation
  - 桑田佳祐:Chorus
  - 原由子:Vocal
- 東京タムレ
  - 成田昭彦:Percussions
  - 関口和之:Ukulele
  - 包国充:Sax
  - てなもんやコーラス隊
    - 清水美恵:Chorus
    - 佐々木コウ:Chorus
    - 斎藤誠:Chorus
    - 片山敦夫:Chorus, Keyboards & Programming

  - 高安錬太郎:Computer Operation
  - 原由子:Vocal
- 夏の日の思い出
  - 中村達也:Drums
  - 沖山優司:Bass
  - 佐々木史郎:Trumpet
  - 村山桐山ストリングス:Strings
  - 斎藤誠:Guitars & Programming
  - 高安錬太郎:Computer Operation
  - 原由子:Vocal & Piano
- 生きがい
  - 鎌田清:Drums
  - 沖山優司:Bass
  - 成田昭彦:Percussions
  - 荒木敏男:Flugel Horn
  - 西村浩二:Flugel Horn
  - 高桑英世:Flute
  - 大澤明子:Flute
  - 金原千恵子ストリングス:Strings
  - 斎藤誠:Guitars & Programming
  - 片山敦夫:Keyboards
  - 高安錬太郎:Computer Operation
  - 原由子:Vocal
- 夜霧のわかれ道
  - 成田昭彦:Drums & Percussions
  - 角田俊介:Bass
  - 鈴木正則:Trumpet
  - 片山敦夫:Keyboards & Programming
  - 斎藤誠:Guitars
  - 高安錬太郎:Computer Operation
  - 原由子:Vocal
- 学生時代
  - 渡辺等:Wood Bass
  - 小倉博和:Guitar
  - 斎藤誠:Guitar & Chorus
  - 高安錬太郎:Computer Operation
  - 原由子:Vocal & Guitalele
- 花のように
  - 岡沢章:Bass
  - 成田昭彦:Percussions
  - 斎藤誠:Guitars
  - 片山敦夫:Keyboards
  - 高安錬太郎:Computer Operation
  - 原由子:Vocal & Electric Piano
- いつでも夢を
  - 渡辺香津美:Guitars
  - 西村浩二:Trumpet
  - 菅坡雅彦:Trumpet
  - 広原正典:Trombone
  - 吉田治:Alto Sax
  - 近藤和彦:Alto Sax
  - 山本拓夫:Tenor Sax
  - 弦一徹:Violin
  - 清水美恵:Chorus
  - 片山敦夫:Keyboards & Add.Drums & Programming, 監督
  - 中西正樹:監督
  - 高安錬太郎:Computer Operation
  - 桑田佳祐:Vocal, かっちゃん
  - 原由子:Vocal, ぴかちゃん
- 川は流れる
  - 島村英二:Drums
  - 岡沢章:Bass
  - 成田昭彦:Percussions
  - 斎藤誠:Guitars & Programming
  - 片山敦夫:Keyboards & Rhodes
  - 高安錬太郎:Computer Operation
  - 原由子:Vocal & Theremin
- 天使の誘惑
  - 鎌田清:Drums
  - 角田俊介:Bass
  - 成田昭彦:Percussions
  - 西村浩二:Trumpet
  - 菅坡雅彦:Trumpet
  - 村田陽一:Trombone
  - 山本拓夫:Tenor Sax
  - 藤原正剛:親衛隊長&声援指導
  - 親衛隊:Chorus
    - 中西正樹
    - 佐藤宏
    - YUKI

  - 片山敦夫:Keyboards, Percussions & Programming
  - 斎藤誠:Guitars
  - 高安錬太郎:Computer Operation
  - 原由子:Vocal
- 今日の日はさようなら
  - 山木秀夫:Drums & Add. Symbals
  - 高水健司：Wood Bass
  - 小倉博和:Guitar
  - 西村浩二:Trumpet
  - 菅坡雅彦:Trumpet
  - 奥村晶:Trumpet
  - 広原正典:Trombone
  - 山本拓夫:Clarinet, Bass Clarinet, Flute
  - 片山敦夫:Keyboards & Programming
  - 高安錬太郎:Computer Operation
  - 桑田佳祐:Chorus
  - 原由子:Vocal
- もいちどタムレ
  - 片山敦夫:Add. Chorus
  - 斎藤誠:Add. Chorus
  - 桑田佳祐:Add. Chorus
- 花咲く旅路
  - 小林武史:Keyboards
  - 角谷仁宣:Computer Operation
  - 佐橋佳幸:Guitars, Mandolin
  - 桑田佳祐:Chorus
  - 原由子:Vocal

### Disc 2
- 太陽は泣いている
  - 成田昭彦:Drums & Percussions
  - 角田俊介:Bass
  - 荒木敏男:Trumpet
  - 弦一徹:Violin
  - 片山敦夫:Keyboards & Programming
  - 斎藤誠:Guitars
  - 高安錬太郎:Computer Operation
- いつでも夢を (原坊と歌おう! Version)
  - 渡辺香津美:Guitars
  - 西村浩二:Trumpet
  - 菅坡雅彦:Trumpet
  - 広原正典:Trombone
  - 吉田治:Alto Sax
  - 近藤和彦:Alto Sax
  - 山本拓夫:Tenor Sax
  - 弦一徹:Violin
  - 清水美恵:Chorus
  - 片山敦夫:Keyboards & Add.Drums & Programming, 監督
  - 中西正樹:助監督
  - 高安錬太郎:Computer Operation
  - 原由子:Vocal, ぴかちゃん
- いつでも夢を (けいちゃんと歌おう! Version)
  - 渡辺香津美:Guitars
  - 西村浩二:Trumpet
  - 菅坡雅彦:Trumpet
  - 広原正典:Trombone
  - 吉田治:Alto Sax
  - 近藤和彦:Alto Sax
  - 山本拓夫:Tenor Sax
  - 弦一徹:Violin
  - 清水美恵:Chorus
  - 片山敦夫:Keyboards & Add.Drums & Programming, 監督
  - 中西正樹:助監督
  - 高安錬太郎:Computer Operation
  - 桑田佳祐:Vocal, かっちゃん
- いつでも夢を (一緒に歌おう!! Version)
  - 渡辺香津美:Guitars
  - 西村浩二:Trumpet
  - 菅坡雅彦:Trumpet
  - 広原正典:Trombone
  - 吉田治:Alto Sax
  - 近藤和彦:Alto Sax
  - 山本拓夫:Tenor Sax
  - 弦一徹:Violin
  - 清水美恵:Chorus
  - 片山敦夫:Keyboards & Add.Drums & Programming, 監督
  - 中西正樹:助監督
  - 高安錬太郎:Computer Operation
- 東京タムレ
  - 成田昭彦:Percussions
  - 関口和之:Ukulele
  - 包国充:Sax
  - てなもんやコーラス隊
    - 清水美恵:Chorus
    - 佐々木コウ:Chorus
    - 斎藤誠:Chorus
    - 片山敦夫:Chorus, Keyboards & Programming

  - 高安錬太郎:Computer Operation